# Minersville (Pennsylvanie)
Pour les articles homonymes, voir Minersville.
Minersville est un borough du comté de Schuylkill en Pennsylvanie, aux États-Unis. Située à six kilomètres à l'ouest de Pottsville elle comptait 4 397 habitants au recensement de 2010.